# Villino Mazzoncini
Il villino Mazzoncini è un edificio situato nel centro storico di Grosseto, in Toscana.

## Storia
Nel 1910 una porzione dell'area adibita a orto in via Mazzini compresa tra il teatro degli Industri e l'ex chiesa di San Michele, dove si trovava in passato un piccolo cimitero, fu acquistata da Silvio Mazzoncini (1862–1952), possidente e imprenditore di origine pistoiese, per edificarvi la propria villa urbana. Non è conosciuto il nome dell'architetto, anche se è stata proposta un'attribuzione a Giuseppe Luciani, sulla base di varie somiglianze riscontrate con alcuni progetti, in particolare quello del mai realizzato palazzo Gambini datato 1898.
In seguito alla caduta del fascismo, nell'estate 1943 la villa di Tullio Mazzoncini (1906–1996), figlio di Silvio, divenne il luogo delle prime riunioni degli antifascisti grossetani, come Albo e Raffaello Bellucci, Giuseppe Scopetani, Aristeo Banchi e Antonio Meocci, che daranno vita al locale Comitato di liberazione nazionale. Dopo l'8 settembre, con l'arrivo dei tedeschi in città il 15 settembre e la costituzione della federazione grossetana del Partito fascista repubblicano tre giorni dopo, Tullio Mazzoncini trasferì la sede delle riunioni presso la sua tenuta di Campospillo a Magliano in Toscana, dove sarà poi arrestato dalle milizie fasciste nel mese di novembre e internato al campo di concentramento di Mauthausen insieme ai compagni Albo Bellucci e Giuseppe Scopetani. Mazzoncini fu il solo a sopravvivere e a fare ritorno a Grosseto dopo essere stato liberato dagli Alleati.
Il villino rimase di proprietà della famiglia Mazzoncini fino al 1995, quando venne acquistato dal chirurgo Vincenzo Sarnicola, primario di oculistica all'ospedale Misericordia, che lo utilizzò inizialmente come residenza e in seguito vi stabilì la sede della propria clinica oftalmologica.

## Descrizione
La villa Mazzoncini si trova di fianco al Grand Hotel Bastiani, di fronte al teatro degli Industri, ed è circondata da un giardino che costituisce il perimetro dell'isolato tra via Mazzini e la piazza San Michele. L'accesso al giardino avviene attraverso un cancello in ferro decorato con motivi floreali.
L'edificio, a due piani, presenta uno stile architettonico storicista di tipo neoclassico, ed è costituito da un blocco unico con tetto a padiglione e una serie di trabeazioni che fungono anche da marcapiano e marcadavanzale.
Le facciate su tutti e quattro i lati sono caratterizzate da due fasce di tre aperture per piano, con la stessa tipologia di cornici e architravi, che conferiscono regolarità alla struttura. Sotto alle finestre laterali del primo piano si trovano dei finti parapetti con capitelli, mentre sul piano sottotetto si aprono tre piccole finestre ad arco. Il piano terra è rivestito in pietra bugnata più scura, mentre il piano superiore è intonacato in bianco. Un portone d'ingresso ligneo, preceduto da scala d'accesso e sovrastato da balconcino decorato, costituisce il fronte principale di gusto classico dell'edificio.